# 阿加托克利斯 (利西馬科斯之子)
阿加托克利斯 （希臘語：Aγαθoκλής; ?–前284年），是色雷斯國王利西馬科斯的兒子，他的母親是安提帕特的女兒妮卡亞，歐律狄刻、阿爾西諾伊一世是同父同母的姊妹。
阿加托克利斯約在前292年被他的父親派去與蓋塔人作戰，但阿加托克利斯戰敗並被俘擄，蓋塔國王德洛彌開特斯（Dromichaetes）對他以禮相待，並把他送回去利西馬科斯處做為示好。但利西馬科斯不領情，親自率領軍隊前來進攻，但也戰敗被俘。德洛彌開特斯同樣釋放利西馬科斯，之後還娶了利西馬科斯的女兒。但是一些作家認為僅僅只有阿加托克利斯被俘，或僅僅只有利西馬科斯被俘而已。
前287年，德米特里一世率軍入侵安那托利亞，並奪取了利西馬科斯的呂底亞和卡里亞領地。阿加托克利斯再度被他的父親派去對付入侵者，這次出征成功把德米特里一世逐出，收復了領地。阿加托克利斯繼續追擊，並透過斷絕糧食供應的戰略來使德米特里軍陷入困境。
阿加托克利斯雖然尚未被父王正式宣告為繼承人，但他深受臣民的愛戴，許多利西馬科斯的部屬也認為未來的國王將是他。然而阿加托克利斯的繼母阿爾西諾伊意圖讓利西馬科斯對阿加索克利斯有偏見，甚至誣陷阿加索克利斯陰謀反對他的父王。於是利西馬科斯把他處死，這之後造成王國人心動盪。阿加托克利斯死後，他的遺孀呂珊德拉（Lysandra）帶著孩子和阿加托克利斯弟弟亞歷山大逃到塞琉古一世處，塞琉古一世便趁著這個機會向利西馬科斯宣戰。。 

## 腳註
1. ↑  Bengtson, Griechische Geschichte von den AnfÃ¤ngen bis in die rÃ¶mische Kaiserzeit, p.569
2. ↑  Heckel, Who’s who in the age of Alexander the Great: prosopography of Alexander’s empire, p.175
3. ↑   西西里的狄奧多羅斯, 《歷史叢書》, xxi. 12; 保薩尼亞斯, 《希臘志》, i. 9; 斯特拉波, 《地理學》, xiv. 4; 普魯塔克, 《希臘羅馬英豪列傳:德米特里》,39, 《掌故清談錄》,, "On the delays of divine vengeance"
4. ↑   普魯塔克, 《希臘羅馬英豪列傳:德米特里》, 46
5. ↑   赫拉克利亞的門農, History of Herakleia, 5; 保薩尼亞斯, i. 10; 查士丁, Epitome of Pompeius Trogus, xvii. 1